# Scottish Men's National League 2008-2009
La Scottish Men's National League 2008-09 è stata la 40ª edizione del massimo campionato scozzese di pallacanestro maschile e la 22ª edizione del secondo livello dei campionati del Regno Unito.

## Regolamento

### Formula
Il torneo si compone di sei formazioni, che si affrontano in un unico girone all'italiana con partite di andata e ritorno. Al termine degli incontri le formazioni si incontreranno nuovamente per una volta
Alla fine della regular season la squadra prima classificata vince il campionato. Non sono previsti playoff.
Non saranno previste retrocessioni.

## Regular season

### Classifica
|                   |    | Classifica 2008-2009                       | G  | V  | P  |
| ----------------- | -- | ------------------------------------------ | -- | -- | -- |
| Scozia (bandiera) | 1. | Edinburgh Kings                            | 20 | 18 | 2  |
|                   | 2. | Falkirk Fury (Clark Eriksson Falkirk Fury) | 20 | 14 | 6  |
|                   | 3. | Paisley St. Mirren                         | 20 | 13 | 7  |
|                   | 4. | Troon Tornadoes                            | 20 | 8  | 12 |
|                   | 5. | E.L. Buccaneers                            | 20 | 5  | 15 |
|                   | 6. | Glasgow Storm                              | 20 | 2  | 18 |
|                   | 7. | Grampian Flyers (rit.)                     | -  | -  | -  |

| Scottish Men's National League 2008-09 |
| -------------------------------------- |
| City of Edinburgh Kings 6º titolo      |